# Villa San Michele
A Villa San Michele Anacapri egyik fő látványossága. A 20. század elején építtette Axel Munthe svéd orvos Tiberius római császár villájának helyén. A villa az úgynevezett föníciai lépcsőkön közelíthető meg.

## Története
Axel Munthe egy svéd származású párizsi orvos volt, hatalmas természetkedvelő. Bár eleinte a karrierjére koncentrált, mégis amikor először járt Capriban és meglátta Tiberius császár villájának és egy kis kápolnának a romjait, úgy döntött, hogy újraépítteti ezeket és itt éli le életét. Ahhoz, hogy elérje élete célját, rengeteget kellett dolgoznia, ráadásul divatos orvosként, ami pedig soha nem akart lenni. Az építkezés történetét 1929-ben kiadott könyvében, a San Michele regényében részletesen leírta. A sors fintora, hogy a tengerre, szélre és napsütésre nyitott villa erős fényeiben Munthe szinte teljesen elvesztette a szeme világát. 1919-1920 között a villa lakója volt Luisa Casati botrányos életű márkiné. Az orvos végrendelében a svéd államra hagyta, amely jelenleg is egy alapítvány révén üzemelteti.

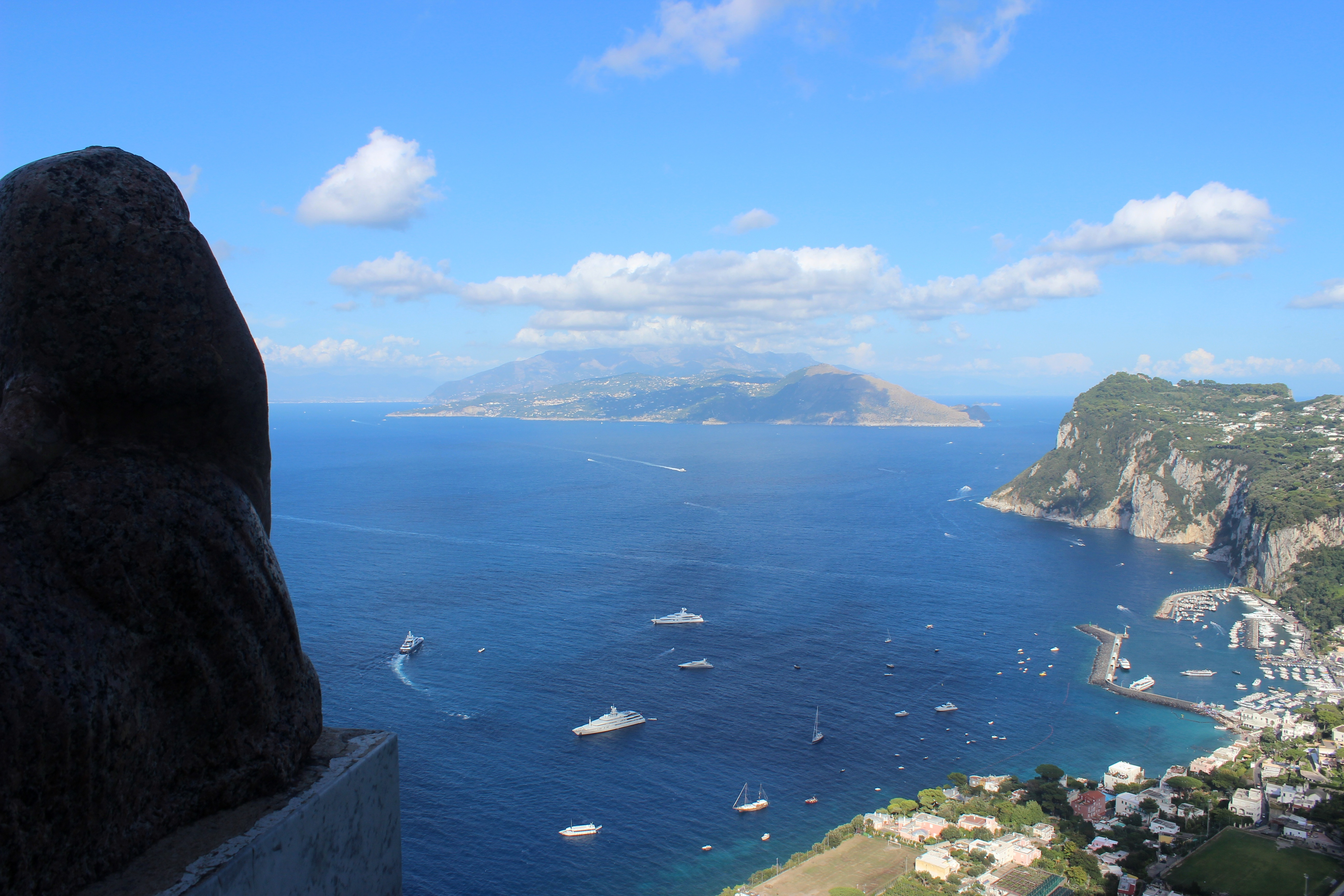
Kilátás a villából

A villa kertjében egyiptomi és egyéb ókori (főleg római) ereklyék és művészeti alkotások találhatók. A kertjéből csodálatos kilátás nyílik Caprira, a kikötőre, a tengerre és a Vezúvra.

## Külső hivatkozások
- A villa honlapja (angolul és olaszul)